# Campionati europei di sollevamento pesi 2025 - 67 kg maschile
Le gare di sollevamento pesi della categoria fino a 67 kg maschile — pesi piuma — dei campionati europei del 2025 si sono svolte il 15 aprile 2025 a Chișinău presso la Chișinău Arena.

## Programma
L'orario indicato corrisponde a quello moldavo (UTC+03:00)
| Data           | Orario | Evento   |
| -------------- | ------ | -------- |
| 15 aprile 2025 | 16:00  | Gruppo A |

## Medagliati
Per ciascun esercizio, i primi tre classificati sono i seguenti:
| Esercizio | Oro           | Oro    | Argento       | Argento | Bronzo       | Bronzo |
| --------- | ------------- | ------ | ------------- | ------- | ------------ | ------ |
| Strappo   | Kaan Kahriman | 146 kg | Ferdi Hardal  | 140 kg  | Isa Rustamov | 138 kg |
| Slancio   | Isa Rustamov  | 170 kg | Kaan Kahriman | 170 kg  | Ferdi Hardal | 165 kg |
| Totale    | Kaan Kahriman | 316 kg | Isa Rustamov  | 308 kg  | Ferdi Hardal | 305 kg |

## Record
Prima di questa competizione, i record mondiali ed europei esistenti erano i seguenti:
| Record mondiale | Strappo | Huang Minhao     | 155 kg | Tokyo, Giappone  | 6 luglio 2019    |
| Record mondiale | Slancio | Ri Won-ju        | 190 kg | Manama, Bahrein  | 8 dicembre 2024  |
| Record mondiale | Totale  | Chen Lijun       | 339 kg | Ningbo, Cina     | 21 aprile 2019   |
| Record europeo  | Strappo | Europeo standard | 151 kg | —                | 1º novembre 2018 |
| Record europeo  | Slancio | Yusuf Fehmi Genç | 182 kg | Bogotà, Colombia | 9 dicembre 2022  |
| Record europeo  | Totale  | Europeo standard | 327 kg | —                | 1º novembre 2018 |

## Risultati
| Pos. | Atleta                   | Gr. | Peso atleta | Strappo (kg) | Strappo (kg) | Strappo (kg) | Strappo (kg) | Slancio (kg) | Slancio (kg) | Slancio (kg) | Slancio (kg) | Totale |
| Pos. | Atleta                   | Gr. | Peso atleta | 1            | 2            | 3            | Pos.         | 1            | 2            | 3            | Pos.         | Totale |
| ---- | ------------------------ | --- | ----------- | ------------ | ------------ | ------------ | ------------ | ------------ | ------------ | ------------ | ------------ | ------ |
|      | Kaan Kahriman (TUR)      | A   | 60.85       | 142          | 146          | 151          |              | 166          | 170          | 173          |              | 316    |
|      | Isa Rustamov (AZE)       | A   | 60.95       | 138          | 141          | 142          |              | 165          | 170          | 179          |              | 308    |
|      | Ferdi Hardal (TUR)       | A   | 66.95       | 137          | 140          | 142          |              | 165          | 169          | 170          |              | 305    |
| 4    | Gurami Giorbelidze (GEO) | A   | 66.85       | 127          | 131          | 131          | 4            | 158          | 166          | 167          | 4            | 285    |
| 5    | Zdravko Pelovski (BUL)   | A   | 67.00       | 120          | 124          | 126          | 6            | 150          | 154          | 156          | 7            | 282    |
| 6    | Dimitris Minasidis (CYP) | A   | 66.75       | 120          | 125          | 128          | 7            | 148          | 153          | 156          | 6            | 281    |
| 7    | Dian Pampordžiev (BUL)   | A   | 66.80       | 120          | 124          | 126          | 9            | 154          | 158          | 163          | 5            | 278    |
| 8    | Víctor Castro (ESP)      | A   | 61.00       | 123          | 127          | 131          | 5            | 147          | 150          | 153          | 8            | 277    |
| 9    | Marek Komorowski (POL)   | A   | 67.00       | 121          | 124          | 124          | 8            | 145          | 151          | 151          | 9            | 269    |
| 10   | Gabriel Danilov (MDA)    | A   | 67.00       | 114          | 120          | 123          | 10           | 138          | 145          | 145          | 10           | 258    |